# 無菌箱

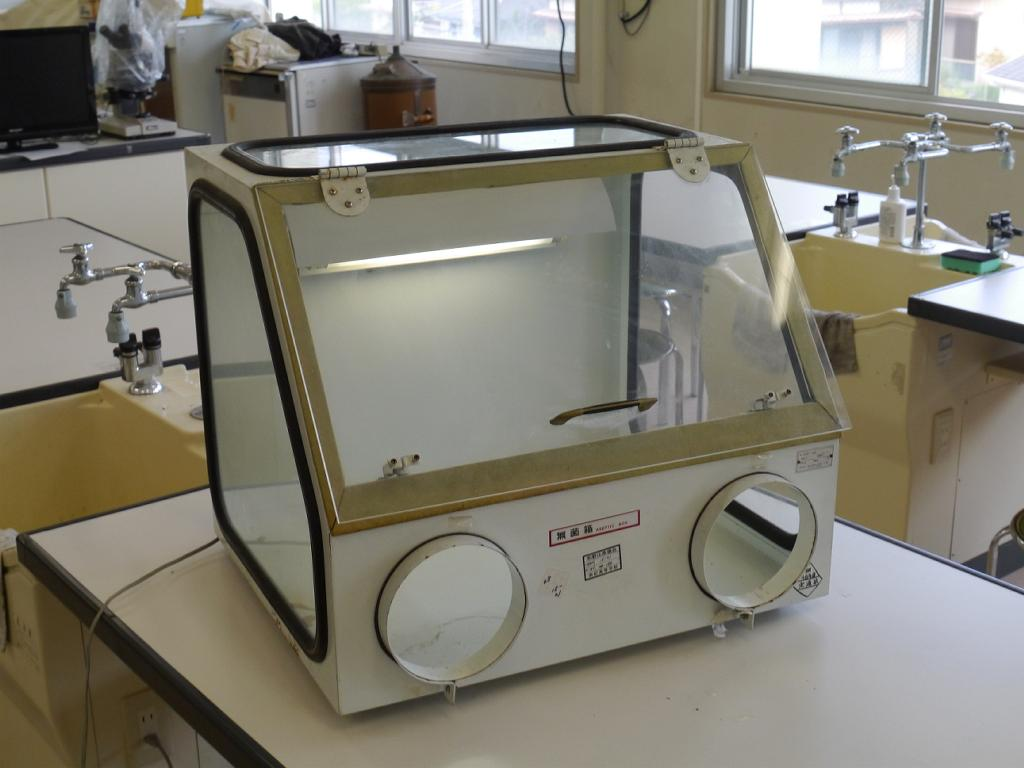
無菌箱・高等学校の理科室にて

無菌箱（むきんばこ）は、微生物の培養などにおける無菌操作を行うための装置の1つ。透明な窓を持つ箱の内部を無菌状態にし、その中で操作を行うものである。この手の装置の中では最も簡便なものである。

## 特徴
微生物などを培養する場合、雑菌混入は常につきまとう困難である。これを避けるために様々な滅菌操作およびそれに関する機器が開発されている。その中で、作業のための無菌化されたスペースを提供するものの1つが無菌箱(clean box)である。これは、要するに単なる箱であって、内部を見るための大きな窓と手を突っ込むための小さな窓があり、作業をする際にはあらかじめ内部を滅菌してから行う。
同様の目的の機器として無菌実験台（クリーンベンチ）や無菌室があるが、それらは内部を無菌とするだけでなく、特殊なフィルターを通して無菌化された空気を吹き込み、これを作業空間に吹き付けることで外部からの雑菌混入を積極的に避ける仕組みを持っている。無菌箱はこれを持たないために、これらに比べると無菌操作もその可能な作業も大幅に制限される。しかし簡便なだけに安価であり、持ち運びも可能である。現在ではクリーンベンチの普及によって使われることは少ない。

## 構造
無菌箱は、机の上に置いて使う窓のついた箱である。古いものは木製、新しいものはステンレスなどの金属製の枠にガラスの窓がつけられている。様々な方向から見えた方がよいため、通常は少なくとも前方と両側、さらに上面のほぼ全面が窓になっている。上からのぞき込むこともできる方がよいから、普通はそれほど大きなものではない。また、長方形でなく、前面の上柄半分が斜めにカットされた、横から見ると台形になった形のものも多い。この方が操作する場所に顔を近づけられる。
また、前方や側方に器物を搬入搬出するための口、および前方に操作のために手を突っ込むための窓を備える。この窓にゴム手袋のようなものが繋がっているものもある。この場合、操作はその穴から手を入れ、ゴム手袋に手を入れて行うことになる。複数の人間で操作するために、対面などからも手を入れられる構造を持つ例もある。
天井などに事前の滅菌のための殺菌灯を備えているほか、照影用の蛍光灯などを備える例もある。

## 操作法
使用する際には、事前にまず内部の滅菌を行う。滅菌は殺菌灯を使うか、適当な消毒薬を用いる。例えば『菌類研究法』では操作の前日に5%石炭酸液を噴霧し、その後殺菌灯を用いる方法を紹介している。
実際に操作する場合には、まず無菌箱を置いてある部屋の窓を閉め、扉の開け閉めも注意する。これは室内の空気の動きを少なくし、無菌箱の無菌性を維持しやすくするためである。操作は操作用の窓から手を突っ込んで行う。その際、滅菌された手袋を着用するとよいが、素手の場合には消毒薬で十分に消毒してから行う。手袋が取り付けられている場合はこれに手を突っ込んで使用する。
内部での操作に際しては、滅菌操作の各種手順を守る。火炎滅菌のためにはアルコールランプなどを用いる。ただし、あまり火を使うと内部の空気が攪拌されるので注意を要する。
いずれにせよ、無菌箱はあらかじめ無菌化することは可能であるが、それを維持する機能を持たないため、せめてそれが維持されやすいように操作することが大事である。その点でいったん無菌化すればそれを維持できるクリーンベンチなどに比べ、信頼性では大きな差がある。

## 新しい形

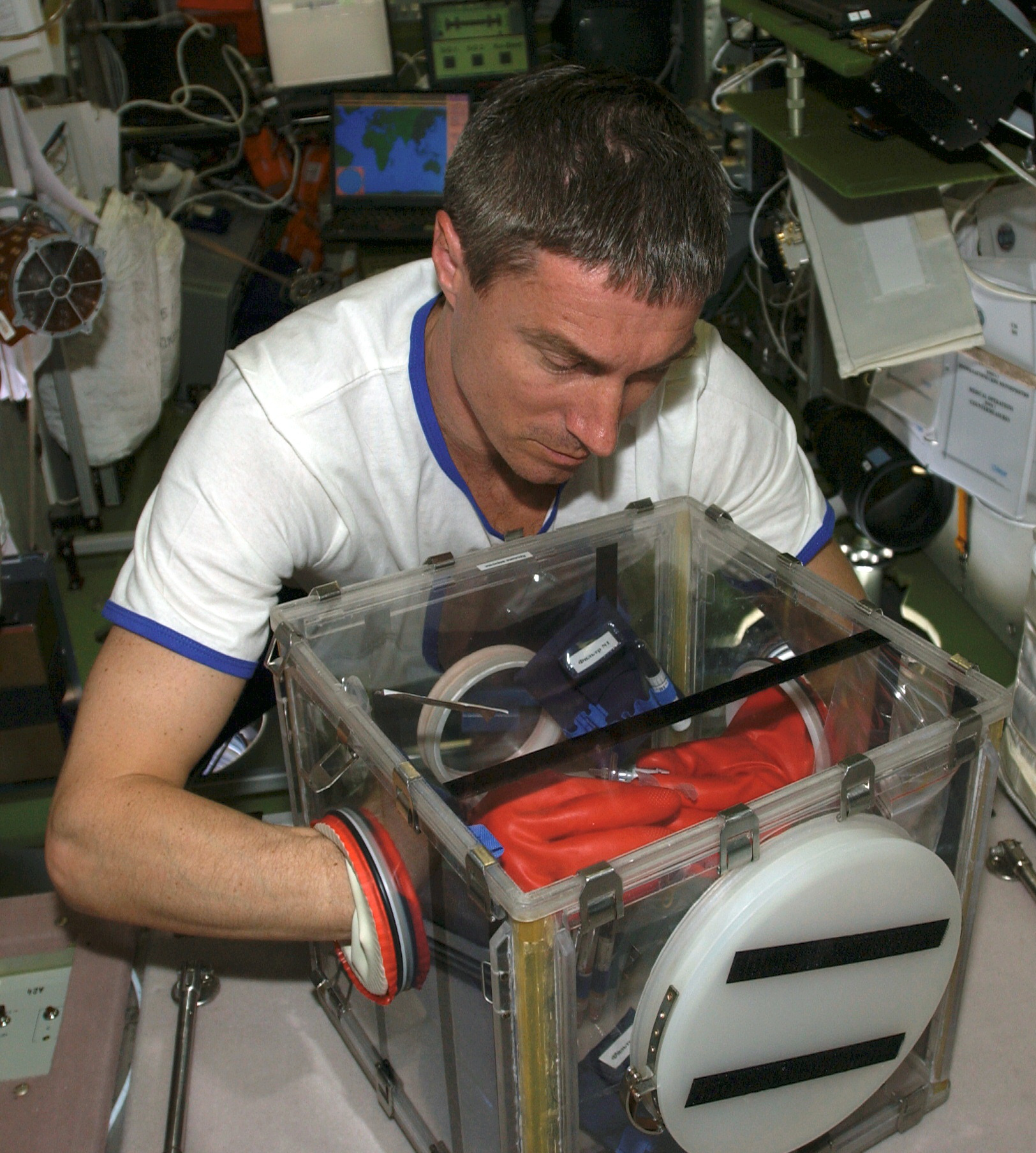
小型のグローブボックス

このように、無菌箱は一応の無菌操作はできるものの、無菌性の確保にはやや難がある。また、閉鎖された小さな箱である性質上、炎の使用にも制限が多い。このため、簡単な微生物についての簡単な操作であれば、滅菌操作の基本を忠実に守りさえすれば無菌箱は不要との声もある。他方でHEPAフィルターの普及によって、クリーンベンチやその簡易版が安価で普及したことで、その利用されることはほとんどなくなっている。
しかし、クリーンベンチが原理的に外界に開放されているのに対して、無菌箱は基本的に密閉されている構造である。特に操作窓に手袋が取り付けられた型のものでは、内部のものに直接には一切触れずに操作することが可能となる。そこで内部を完全に気密化して、その内部で操作を行うことを目的とした無菌箱の発展型がある。これは、例えば酸素に触れると変質するものを操作するために内部を別の気体で充填したり、あるいは内部の物質を絶対に外に漏らさない、というようなことを目的とする。そのようなものはグローブボックスや安全キャビネットと呼ばれ、様々な目的に合わせた多くの形式のものが作られている。